# أنت لست وحيدا (فلم)
أنت لست وحيدا (بالدنماركية: Du er ikke alene) هو فيلم دراما رومنسي دنماركي. من إخراج إرنست يوهانسن وبطولة الطفلين أندرس أغينسو وبيتر بييرغ. وتم اطلاقه سنة 1978. وقد أثار الفيلم جدلاً في الولايات المتحدة لظهور بطليه الأطفال عاريان ثم قاما بالاستحمام معاً، ولفحواه المتعلق بالمثلية الجنسية بين طفلين.

## القصة
يحكي الفيلم قصة طفلين في مدرسة داخلية. فيقوم أحد الأولاد واسمه بو (أندرس أغينسو) بتطوير علاقة خاصة مع ابن مدير المدرسة الأصغر مِنه سناً كيم (بيتر بييرغ)، تتطور لاحقاً لعلاقة غرامية بينهم.

## وصلات خارجية
- مقالات تستعمل روابط فنية بلا صلة مع ويكي بيانات